# Storia della lingua tedesca
La storia della lingua tedesca è la descrizione diacronica delle trasformazioni che la lingua tedesca ha conosciuto nel tempo. Il tedesco è un idioma appartenente al gruppo delle lingue germaniche, filiazione dunque del protogermanico, di cui non si hanno attestazioni (se non rare iscrizioni su pietra e legno) e che i linguisti hanno ricostruito grazie al metodo comparativo. La filiazione della lingua tedesca è così ricostruita:
- Protoindoeuropeo
  - Protogermanico
    - Germanico occidentale
      - Alto-tedesco antico (o antico alto tedesco, Althochdeutsch)
        - Alto-tedesco medio (o medio alto tedesco,  Mittelhochdeutsch)
          - Alto-tedesco protomoderno, (Frühneuhochdeutsch)
            - Tedesco (considerando l'evoluzione temporale, Lingua alto-tedesca moderna, Neuhochdeutsch)

Lo standard della lingua tedesca corrente (Standardhochdeutsch o, impropriamente ma comunemente, semplicemente Hochdeutsch) è dunque basato sulle varietà linguistiche parlate nei territori centro-meridionali della Germania, in Austria e in Svizzera, identificate collettivamente come lingua alto-tedesca (hochdeutsche Sprache).
La più antica attestazione scritta a oggi conosciuta di quella che sarebbe diventata l'attuale lingua tedesca fa parte dell'antico alto-tedesco (abbreviato in seguito con la sigla a.a.t.).

## Fonologia

### Consonantismo

#### La seconda mutazione consonantica
La seconda mutazione consonantica(zweite Lautverschiebung) coinvolge solamente i dialetti bavaresi, franconi e alemanni, che stanno alla base dell'odierno tedesco, e non riguarda gli altri dialetti germanici, a differenza di quanto era successo con la prima mutazione consonantica (erste Lautverschiebung o legge di Grimm) che era stato un fenomeno condiviso da tutte le lingue di origine germanica.
Il fenomeno si verifica a partire dal V secolo e si protrae sino al IX secolo.

#### Esito delle occlusive sorde germaniche
Le consonanti occlusive sorde germaniche /p/, /t/, /k/ (derivate a loro volta dalle consonanti occlusive sonore indoeuropee /b/, /d/, /g/) diventano:
- consonanti affricate /pf/, /ts/, /x/ in posizione di principio di parola o post-consonantica

Es: a.a.t. zehan < germ. *tehun (cfr. angs. tīen), "dieci"
a.a.t. mahhon < germ. *makōną, (cfr. angs. macian), "fare"
a.a.t. pfliht <  germ *plihtiz, (cfr. angs. pliht), "obbligo".
- consonanti fricative semplici o geminate /f:/, /s:/, /x:/

Es: a.a.t. skif < germ. *skipą  (cfr angs. scip), "nave"
a.a.t. lazzan < germ. *lētaną (cfr angs. laetan), "lasciare"
a.a.t. rihhi < germ. *rīkiją (cfr. angs. rice), "regno"

#### Esito delle occlusive sonore germaniche
Le consonanti occlusive sonore germaniche /b/, /d/, /g/ (derivate a loro volta dalle consonanti aspirate indoeuropee /bh/, /dh/, /gh/) diventano:
- consonanti occlusive sorde /p/, /t/, /k/ (ciò è sempre vero per il bavarese e l'alemanno; il franco conosce il passaggio /d/ > /t/). Questo fenomeno si presenta come meno costante rispetto agli altri sopra indicati (il passaggio da /g/ a /k/ è molto raro) e in particolare non sempre si registra graficamente; in tedesco prende piede il fenomeno della neutralizzazione, in base al quale le occlusive sonore diventano sorde in fine di parola.

Es: a.a.t. tiuf < germ. *deupaz (cfr. angs. dēop), "profondo"
a.a.t. brucca (<cc> = /k:/) < germ. *brugjǭ (cfr. angs. brycġ, con cġ = /dʒ/), ponte
ted. plarren vs ing. blare
I nessi consonantici del germanico <sp>, <st>, <sk>, <ht>, <ft>,  non subiscono cambiamenti nei dialetti alto tedeschi.

#### Esiti della fricativa dentale sorda
- La fricativa dentale sorda /θ/ viene sonorizzata in /ð/, che a sua volta viene deaspirantizzata in /d/:

Es: ted. Dieb, Dorn, drei vs. ing. thief, thorn, three (in ordine: "ladro", "spina", "tre").

### Vocalismo

#### La metafonia
La metafonia è un'assimilazione parziali di alcuni suoni in altri all'interno della stessa parola. In base alla metafonia una parte sillabica influisce su un'altra. Nel passaggio dal germanico comune all'antico alto tedesco molto spesso compare il fenomeno della metafonia quando la sillaba atona della desinenza dei sostantivi, prima di cadere, viene a incidere sull'elemento vocalico della sillaba radicale.
Es: germ. wiraz, "uomo" > a.a.t. wer, "chi". In questo caso il fonema vocalico basso /a/ prima di sparire ha provocato l'abbassamento del fonema vocalico /i/, trasformandolo in /e/, vocale intermedia tra /a/ e /i/.
germ. *meðjaz > a.t.t. mitti > ted. Mitte (con e = /ə/), "centro". In questo caso il fonema /j/ influenza il fonema /e/ della sillaba radicale, trasformandolo in /i/.
La metafonia più produttiva in antico alto tedesco, ma anche nel tedesco moderno, è quella palatale (Umlaut). L'umlaut coinvolge solo i suoni /a/, /o/, /u/, graficamente <a>, <o>, <u>, che subiscono in vari contesti morfologici palatalizzazione o arrotondamento e diventano rispettivamente:
/a/ (a) > /ɛ/ (ä)
/o/ (o) > /ø/ (ö)
/u/ (u) > /y/ (ü)
Questo fenomeno diventa produttivo in tedesco moderno soprattutto all'interno di precisi contesti morfologici, come la formazione del plurale di sostantivi, il cambiamento di grado di alcuni aggettivi e la formazione del condizionale di alcuni verbi.